# Осанай, Такаси
Такаси Осанай (яп. 長内敬 Осанай Такаси, род. 1948 году, Япония) — первый в истории Латвии посол Японии в Латвии (с 2009 года).
Такаси Осанай в 1974 году окончил Факультет социальных наук Университета Хитоцубаси. Внешней политикой занимается с 1976 года. Работал в Министерстве иностранных дел, представительстве Японии в ООН, посольстве Японии в СССР, был советником посольства Японии в России (1992). Работал в Европейском банке реконструкции и развития (1993), посольстве Японии в России (1992), был генеральным консулом Японии в Хабаровске (2004). С 2007 года является старшим исследователем Института международных отношений Японии.